# رد فعل (فيزياء)
ينص القانون الثالث من قوانين نيوتن للحركة في الميكانيكا التقليدية، على أن القوى تنشأ دائمًا بشكل مزدوج. حيث يكون لكل فعل رد فعل مساوي له في المقدار وعكسه في الاتجاه. وتعيين أحد القوتين كفعل والأخرى كرد فعل هو تعيين تبادلي حيث يمكن اعتبار أي من القوتين فعل في حالة اعتبار الأخرى رد فعل، والعكس صحيح.